# Messier 92
Messier 92 (também conhecido como M92 ou NGC 6341) é um aglomerado globular localizado na constelação de Hercules a 26 700 anos-luz da Terra. Foi descoberto por Johann Elert Bode em 1777 e redescoberto independentemente por Charles Messier em 1781. Possui um raio de 54,5 anos-luz e uma dimensão aparente de 14,0 minutos de arco.

## Descoberta e visualização
Foi apenas o segundo aglomerado globular descoberto na constelação de Hércules, visualizada primeiramente por Johann Elert Bode em 27 de dezembro de 1777. Foi redescoberto independentemente pelo astrônomo francês Charles Messier em 18 de março de 1781, quando decidiu realizar um empreendimento de observações de nebulosas que estavam naquela região da esfera celeste, na constelação de Virgem. Em apenas uma única noite, catalogou 8 galáxias e o aglomerado.

M92 pelo Telescópio Espacial James Webb. O centro do aglomerado não foi capturado por ser muito brilhante, permitindo visualizar a periferia do aglomerado com mais detalhes.

## Características
Está situado a uma distância de aproximadamente 26 700 anos-luz em relação à Terra. De acordo com seu diagrama de Hertzsprung-Russell, é um pouco mais novo do que a média dos aglomerados globulares da Via-Láctea; sua idade foi estimada em 12 a 14 bilhões de anos.
Pode ser visível a olho nu e é um belo objeto do céu profundo mesmo com os menores instrumentos ópticos. Brilha ligeiramente menos do que seu companheiro aparente, o Grande Aglomerado Globular de Hércules (M13), embora seu diâmetro aparente seja significativamente menor, apenas 14 minutos de arco, 2/3 do diâmetro aparente de M13. Isso corresponde a um diâmetro real de 109 anos-luz. Sua massa equivale a 330 000 massas solares.
Conhecem-se 16 estrelas variáveis no aglomerado, 14 variáveis RR Lyrae e uma variável W Ursae Majoris. Aproxima-se do Sistema Solar a 112 km/s. Em 14 000 anos, devido ao movimento de precessão da Terra, o aglomerado se tornará a nova Polarissima Borealis, ou seja, estará praticamente no Polo Norte da esfera celeste, local ocupado pela Polaris atualmente.

## Galeria

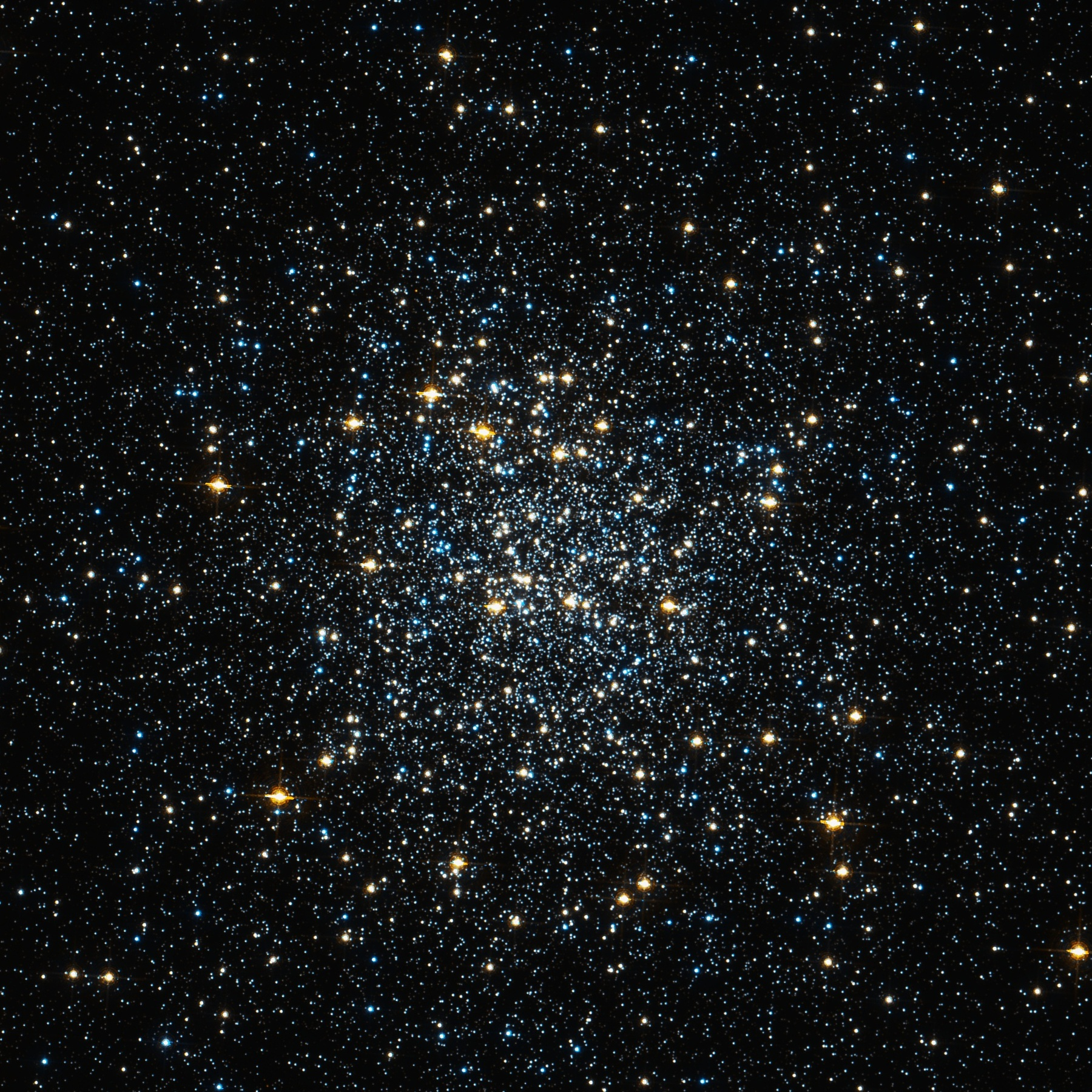
Messier 92, Telescópio Espacial Hubble
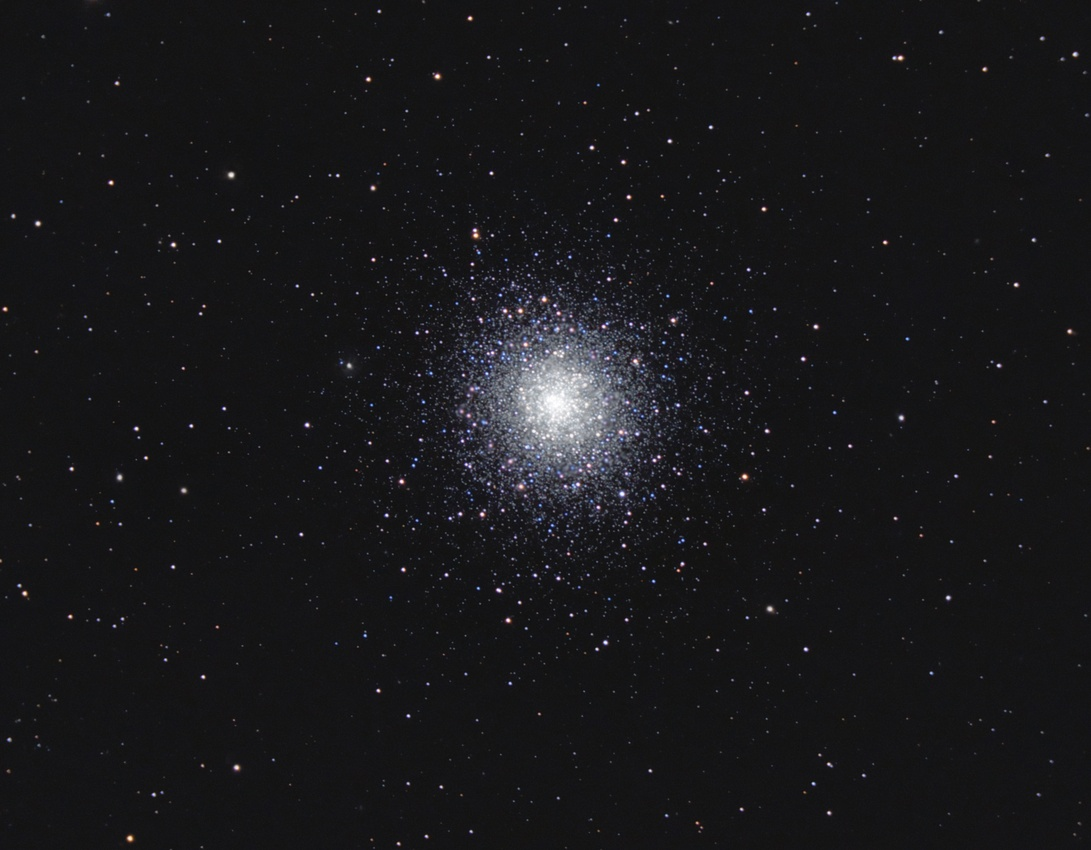
Messier 92, Hunter Wilson
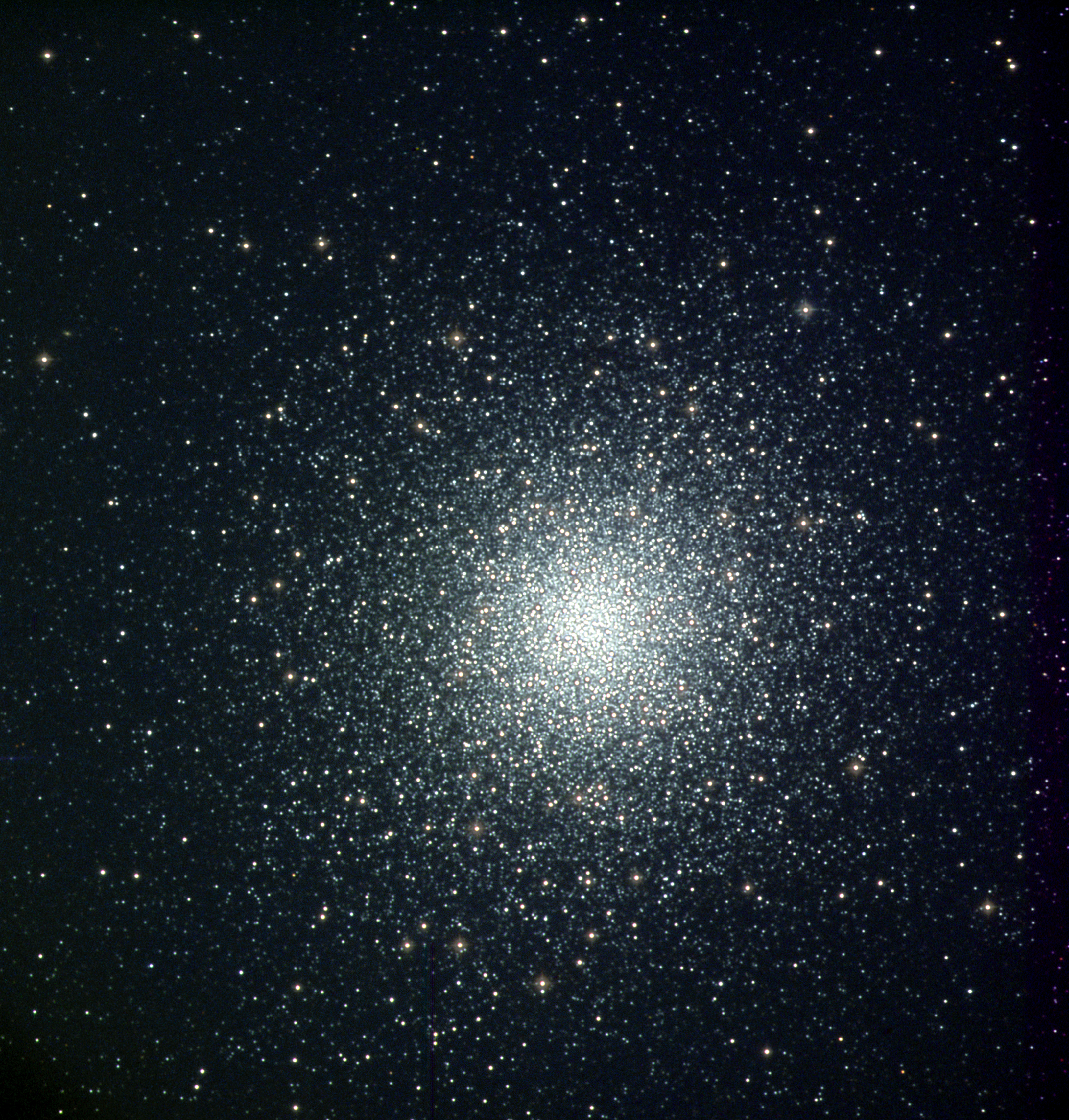
Messier 92, Grupo de telescópios Isaac Newton
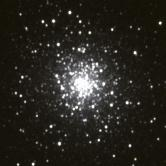
Messier 92, projeto 2MASS
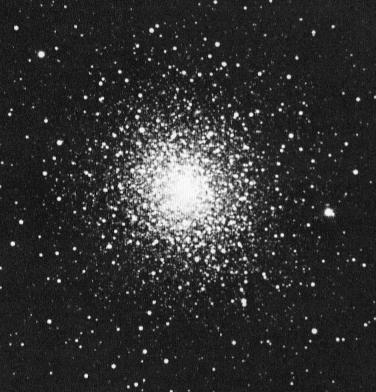
Messier 92, NASA
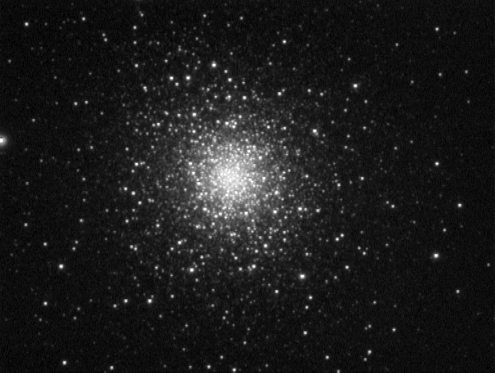
Messier 92, Ole Nielsen
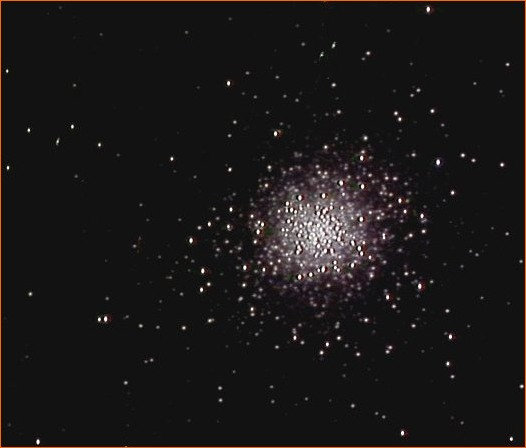
Messier 92
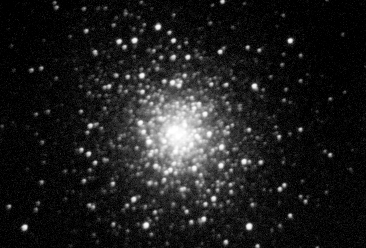
Messier 92, Richard Bullock
Detalhe na foto de M92 pelo JWST